# Cinema dei Piccoli
El Cine dei Piccoli, con 63 plazas, es el cine más pequeño del mundo. Se encuentra en Roma, dentro de la Villa Borghese, y ocupa una superficie de 71,52 m². Además de proyectar películas para niños por la tarde, ofrece programación nocturna con versión original subtitulada de cine de ensayo.

## Historia
La sala fue creada por Alfredo Annibali en el 1934 con el nombre de "Casa di Mickey Mouse". Junto al cartel con el nombre había una imagen de Mickey Mouse con una cámara de cine. Disney impuso entonces la eliminación del nombre "Mickey Mouse", pero la imagen del personaje con la cámara permanecería hasta los años setenta.
La sala dejó de programar durante la Segunda Guerra Mundial, para volver a abrir inmediatamente después.
Durante los años setenta, Villa Borghese, parque donde se encuentra el cine,  estuvo cerrada al tráfico privado y en este periodo el cine vivió un momento de crisis. A finales de la década, el entonces propietario Giuliano Annibali (hijo de Alfredo) confió la programación a Enzo Fiorenza, fundador del AIACE (Asociación Italiana de Amigos Cine de Ensayo) y uno de los inventores del estilo estate romana. Fiorenza abrió la sala para la programación de artes variadas. El 1978 AIACE cedió el teatro a la dirección de Fulvio Wetzl y Titta Labonìa, que fundaron el Piccolo Offcine, un club de cine de artes que estrenó películas por Italia cómo Falso movimento de Wim Wenders, inaugurando el teatro.
Desde 1980, la dirección de la sala estuvo a cargo de la pareja formada por Roberto Fiorenza (hijo de Enzo y hermano del director Stelio Fiorenza) y Caterina Roverso.
El 1991 se restauró el cine y se equipó con una pantalla de 5 mx 2,5 m, equipo de música DTS y aire acondicionado. Durante un periodo determinado, a principios de los años noventa, Piero Clemente apoyó a Fiorenza y Roverso en la planificación y gestión de la sala. Del 1993 al 1995, la sala colaboró con la Filmoteca Nacional, proponiendo un programa para escuelas de cine en historia del cine.
El 2007 se inauguró el Dei Piccoli Film Festival, organizado con la contribución de la región del Lacio, "para el desarrollo y la difusión de cine de calidad al servicio de los niños".
El 2013 la cabina se había equipado con un proyector Sony 4K.
El 2005 la sala se incluyó al Libro Guinness de los Récords con la definición de "el edificio más pequeño del mundo utilizado para espectáculos de cine". Por este motivo, los propietarios del cine tuvieron que demostrar que el ejercicio funcionaba con una cierta continuidad.
En el año 2006 el cine ganó el premio FICE. Y se adhirió a la Federazione Italiana dei Cine de Essai y formaría parte de EUROPA CINEMAS (Rete Europea dei Cine de Essai por la circolazione dei film europei).